# Bagnoles-de-l'Orne
Bagnoles-de-l'Orne era una comuna francesa situada en el departamento de Orne, de la región de Normandía, que el 1 de enero de 2016 pasó a ser una comuna delegada de la comuna nueva de Bagnoles-de-l'Orne-Normandie al fusionarse con la comuna de Saint-Michel-des-Andaines.

## Demografía
| Gráfica de evolución demográfica de Bagnoles-de-l'Orne entre 1800 y 2013 |
|                                                                          |

Los datos demográficos contemplados en este gráfico que están entre los años 1800 y 2013 de la comuna de Bagnoles-de-l'Orne son los que constan en la página francesa EHESS/Cassini. Los demás datos se han cogido de la página del INSEE.